# العبارة (الرقة)
العبارة قرية سورية تتبع ناحية مركز الرقة في منطقة مركز الرقة في محافظة الرقة. بلغ عدد سكانها 1305 نسمة في عام 2004 حسب إحصاء المكتب المركزي للإحصاء.